# Opisthopsis
Opisthopsis es un género de hormigas de la subfamilia Formicinae del orden Hymenoptera que se distribuye en Australia y Nueva Zelanda.

## Especies
A continuación se listan las siguientes especies.
- Opisthopsis diadematus Wheeler&1918
- Opisthopsis haddoni Emery&1818
- Opisthopsis jocosus Karavaiev&1830
- Opisthopsis lienosus Wheeler&1918
- Opisthopsis linnari Forel&1901
- Opisthopsis majore Forel&1902
- Opisthopsis manni Wheeler&1918
- Opisthopsis maurus Wheeler&1918
- Opisthopsis panops Bolston &1995
- Opisthopsis pictus Emery&1095
- Opisthopsis respiciens Smith&1865
- Opisthopsis rufithorax Emery&1095